# Championnats d'Afrique de badminton 2025
Navigation
Le Caire 2024
Les championnats d'Afrique de badminton 2025 se déroulent du 14 au 16 février 2025 à Douala, au Cameroun.
Le Championnat d'Afrique de badminton par équipes mixtes 2025 se déroule au même endroit du 10 au 12 février.

## Médaillés
| Épreuve       | Or                                 | Argent                                   | Bronze                                       |
| ------------- | ---------------------------------- | ---------------------------------------- | -------------------------------------------- |
| Simple hommes | Anuoluwapo Juwon Opeyori           | Adham Hatem Elgamal (en)                 | Driss Bourroum                               |
| Simple hommes | Anuoluwapo Juwon Opeyori           | Adham Hatem Elgamal (en)                 | Georges Julien Paul                          |
| Simple dames  | Nour Ahmed Youssri                 | Doha Hany                                | Husina Kobugabe                              |
| Simple dames  | Nour Ahmed Youssri                 | Doha Hany                                | Fadilah Shamika Mohamed Rafi                 |
| Double hommes | Koceila Mammeri Youcef Sabri Medel | Jean Bernard Bongout Georges Julien Paul | Mohamed Abderrahime Belarbi Adel Hamek       |
| Double hommes | Koceila Mammeri Youcef Sabri Medel | Jean Bernard Bongout Georges Julien Paul | Joseph Emmanuel Emmy Victor Ikechukwu        |
| Double dames  | Amy Ackerman Johanita Scholtz      | Yasmina Chibah Linda Mazri               | Chiara How Hong Elsa How Hong                |
| Double dames  | Amy Ackerman Johanita Scholtz      | Yasmina Chibah Linda Mazri               | Fadilah Shamika Mohamed Rafi Tracy Naluwooza |
| Double mixte  | Koceila Mammeri Tanina Mammeri     | Adham Hatem Elgamal (en) Doha Hany       | Alhaji Aliyu Shehu Uchechukwu Deborah Ukeh   |
| Double mixte  | Koceila Mammeri Tanina Mammeri     | Adham Hatem Elgamal (en) Doha Hany       | Caden Kakora Johanita Scholtz                |

## Tableau des médailles
- Pays organisateur (Cameroun)

| Rang  | Nation         | Or | Argent | Bronze | Total |
| ----- | -------------- | -- | ------ | ------ | ----- |
| 1     | Algérie        | 2  | 1      | 1      | 4     |
| 2     | Égypte         | 1  | 3      | 0      | 4     |
| 3     | Nigeria        | 1  | 0      | 2      | 3     |
| 4     | Afrique du Sud | 1  | 0      | 1      | 2     |
| 5     | Maurice        | 0  | 1      | 2      | 3     |
| 6     | Ouganda        | 0  | 0      | 3      | 3     |
| 7     | Maroc          | 0  | 0      | 1      | 1     |
| Total | Total          | 5  | 5      | 10     | 20    |